# Веном 3: Последњи плес
Веном 3: Последњи плес (енгл. Venom: The Last Dance) је амерички суперхеројски филм из 2024. године, заснован на истоименом Марвеловом лику, режисерке и сценаристкиње Кели Марсел. Наставак је филма Веном 2 (2021) и пето је остварење у Сонијевом Спајдермен универзуму. Главну улогу у филму тумачи Том Харди, док су у осталим улогама Чуетел Еџиофор, Џуно Темпл, Рис Иванс, Стивен Грејам, Пеги Лу, Кларк Бако и Алана Убак.
Харди је у августу 2018. објавио да је потписао да ће глумити у трећем филму о Веному, а развој филма је почео у децембру 2021. године. Снимање је почело у јуну 2023. у Шпанији, али је прекинуто наредног месеца због масовног штрајка холивудских сценариста и глумаца. Продукција је настављена у новембру, када је штрајк окончан, а снимање је завршено у фебруару 2024. године.
Филм је премијерно приказан 21. октобра 2024. у Њујорку, док је у америчким биоскопима објављен четири дана касније. Наишао је на помешане реакције критичара, који су похвалили Хардијеву глуму, акционе сцене и визуелне ефекте, али су критиковали сценарио.

## Радња
Након што су пренети на Земљу-616 помоћу чаролије Доктора Стрејнџа, Еди Брок и симбиот Веном се опијају у бару у Мексику. Док разговарају са барменом о ванземаљцима и камењем бескраја, принуђени су да се врате у свој матични универзум на Земљу-688. И даље у бекству после своје недавне борбе са Масакром, наводно убиство детектива Патрика Малигана постаје међународна вест, а Еди је главни осумњичени, што га тера да крене у Њујорк и покуша да докаже своју невиност.
Иако ниједан од њих двојице није тога свестан, створење познато као ксенофаг почело је да их прати. Недавни догађаји привлаче пажњу Рекса Стрикланда, војника који надгледа Империјум, владину операцију у ускоро деактивираној Области 51 за хватање и проучавање других симбиота који су пали на Земљу. Малиган, који је преживео свој сусрет са Масакром, бива ухваћен након што га је други симбиот, који је избегавао Стрикландову војску, оставио да умре. Он се спаја са једним од многих затворених симбиота и испитује га истраживачи Империјума, др Теди Пејн и Сејди Крисмас, како би сазнали сврху симбиота на Земљи, након чега Стрикланд добије наредбу да уништи Венома.
Прикачене за труп авиона који лети ка Њујорку, Едија и Венома напада ксенофаг и приморани су да падну у пустињу Неваде. Веном објашњава Едију да је ксенофаге у универзум пустио Нал, творац симбиота, да пронађу Кодекс, који се формира када симбиот оживи свог домаћина. Ово може ослободити Нала из затвора у који су га симбиоти затворили давно. Пошто је Веном већ једном оживео Едија, њих двојица сада носе Кодекс који је ксенофаг пратио на Земљу. Након што су их напали Стрикланд и његов тим, и једва су побегли од њих и ксенофага, Еди упознаје Мартина Муна и његову породицу хипика и трагача за ванземаљцима који му нуде бесплатан превоз до Лас Вегаса на путу до Области 51. У међувремену, нови Малиганов симбиот обавештава Стрикланда о Наловој потрази за Кодексом, који може бити уништен само ако или Еди или Веном умру.
По доласку у Лас Вегас, Еди и Веном се сусрећу са госпођом Чен у једном казину, а Веном плеше са њом пре него што их поново нападне ксенофаг. Стрикландов тим долази, раздваја Венома од Едија и одводи их у Област 51 где се Еди поново среће са Малиганом. Сејди ослобађа Венома, који се поново спаја са Едијем након што га Стрикланд упуца. Ово привлачи ксенофага до базе, а Малиган је убијен у насталој борби. Веном ослобађа друге затворене симбиоте, који се спајају са Сејди и другим домаћинима како би се борили против ксенофага, који је сигнализовао Налу да је Кодекс пронађен. Нал шаље више ксенофага кроз портале на Земљу, који надјачавају симбиоте. Схватајући да мора да се жртвује да би уништио Кодекс и спасао универзум, Веном се спаја са ксенофазима, води их до танкова са киселином и опрашта се од Едија пре него што смртно рањеног Стрикланда натера да активира гранате да их уништи. Теди се спаја са симбиотом да спаси Сејди од експлозије, а Еди пада у несвест док база гори.
Еди се касније буди у болници, где му војни званичник саопштава да су његове акције са Веномом у Области 51 довеле до брисања његовог досијеа, под условом да догађаје који су се десили држи у тајности. По доласку у Њујорк, Еди гледа Кип слободе и присећа се Венома. У сценама после одјавне шпице, Нал изјављује да универзум више није безбедан од њега сада када је Веном пао. Бармен, којег је Стрикланд ухапсио одмах након што је Еди кренуо за Њујорк, бежи из изгорелих остатака Области 51. Недалеко, црна бубашваба излази из рушевина поред сломљене боце која је раније садржавала узорак симбиота Венома.

## Улоге
| Глумац           | Улога                  |
| ---------------- | ---------------------- |
| Том Харди        | Еди Брок / Веном       |
| Чуетел Еџиофор   | генерал Рекс Стрикланд |
| Џуно Темпл       | др Теди Пејн           |
| Рис Иванс        | Мартин Мун             |
| Стивен Грејам    | Патрик Малиган         |
| Пеги Лу          | госпођа Чен            |
| Кларк Бако       | Сејди Крисмас          |
| Алана Убак       | Нова Мун               |
| Енди Серкис      | Нал                    |
| Хала Финли       | Еко Мун                |
| Деш Маклауд      | Лиф Мун                |
| Кристо Фернандез | бармен                 |
| Рид Скот         | др Ден Луис            |